# Illivka, Krîjopil
Illivka (în ucraineană Іллівка) este un sat în comuna Krîklîveț din raionul Krîjopil, regiunea Vinnița, Ucraina.

## Demografie
Componența lingvistică a localității Illivka
     Ucraineană (99,62%)
     Alte limbi (0,38%)
Conform recensământului din 2001, majoritatea populației localității Illivka era vorbitoare de ucraineană (99,62%), existând în minoritate și vorbitori de alte limbi.